# Demetrios I. Kantakuzenos
Demetrios I. Kantakuzenos (mittelgriechisch Δημήτριος Καντακουζηνός, * um 1343; † zwischen 1384 und 1420) war 1383 byzantinischer Despot von Morea.

## Familie und Vorfahren
Demetrios I. Kantakuzenos gehört zur byzantinischen kaiserlichen Familie der Kantakuzenos, sowie zur bulgarischen Zarenfamilie der Asanes. Er war der Sohn von Matthaios Asanes Kantakuzenos, Despot der Morea, und Irene Palaiologina, Enkelin von Andronikos II. (Byzanz) und Yolande (Violante, Irene) von Montferrat. Sein Großvater war Johannes VI. Kantakuzenos. Durch die Vorfahren der Urgroßmutter, Yolande (Violante, Irene) von Montferrat, ist Demetrios I. mit mehreren Königshäusern Europas verwandt. Dies wird durch die Ahnentafel von Demetrios I. belegt.

## Geschichte
Ab 1361 war Demetrios Mitdespot von Morea. Der byzantinische Kaiser Johannes V. Palaiologos beschloss 1381 Matthaios Asanes Kantakuzenos durch seinen Sohn Theodor I. Palaiologos zu ersetzen. Mit allen diplomatischen Mitteln, aber letztlich erfolglos, versuchte Matthaios diese Entscheidung abzuwenden. Er übergab 1383 die Macht an Demetrios und beauftragte ihn, die Übergabe an die Palaiologen friedlich und ruhig zu gestalten. Der Versuch von Demetrios, trotzdem Widerstand gegen die Übergabe der Macht an Theodor I. Palaiologos zu leisten, scheiterte.
Ein Enkel bzw. Neffe (je nach Quelle) von Demetrios, Manuel Kantakuzenos versuchte 1453, kurz nach dem Fall von Konstantinopel, die Macht in der Morea zu übernehmen.

## Nachfahren
Was die Nachfahren von Demetrios I. angeht sind die Quellen uneins.
Nach Angaben der Foundation for Medieval Genealogy, Byzantium 1261-1453 hatte Demetrios I. Kantakuzenos zwei Kinder:
- Theodoros Kantakuzenos, * nach 1361; † 1410
- N. Kantakuzenos

Nach gleicher Quelle hatte Theodoros Kantakuzenos, (* nach 1361; † 1410) folgende Kinder:
- Georgios Palaiologos Kantakuzenos, „Sachatai“, Gelehrter und Heerführer, verteidigte 1456 Smederevo gegen einen ungarischen Angriff.
- Andronikos Palaiologos Kantakuzenos, 3. Juni 1453 hingerichtet, der letzte Oberhofmeister des Byzantinischen Reichs.
- Thomas Kantakuzenos, † 25. Juli 1463 in Adrianopel, Diplomat von Đurađ Branković, Despot von Serbien.
- Eirene Kantakuzene, * ca. 1400; † 2. Mai 1457 in Rudnik, Ehefrau von Đurađ Branković.
- Helena Kantakuzene, † ca. 1. November 1463 in Adrianopel, Kaiserin von Trapezunt, Ehefrau von David Komnenos, Kaiser von Trapezunt.
- Manuel Kantakuzenos, Protostrator
- Maria Kantakuzene
- Theodora Kantakuzene,† 2. Nov 1426
- Demetrios Kantakuzenos

Nach Genealogy.eu von Miroslav Marek waren einige dieser o. a. Kinder keine Enkel von Demetrios I., sondern seine eigenen Kinder.
Für weitere Nachfahren von Demetrios vergleiche die Weblinks.
Demetrios I. oder sein Bruder Joannes gelten als Vorfahren des rumänischen Zweigs der Familie, namens Cantacuzino. Ob dieser Zweig der direkte Nachkomme von Demetrios oder seinem Bruder Johannes ist, ist unter Historikern umstritten. Sicher ist aber, dass der rumänische Zweig von Matthaios Asanes Kantakuzenos, dem Vater der beiden, stammt.